# Gibraltar
|  | Per a altres significats, vegeu «Gibraltar (desambiguació)». |

Gibraltar és un territori britànic d'ultramar que inclou el penyal de Gibraltar i els seus encontorns, amb una gran importància estratègica perquè domina la riba nord de l'estret de Gibraltar, que uneix el mar Mediterrani i l'Atlàntic. Limita per terra amb Espanya, amb el municipi gadità de la Línea de la Concepción. Al sud de la península Ibèrica, el penyal de Gibraltar (anglès: the Rock) és una gran muntanya rocosa que s'alça arran de mar convertida en fortalesa. És britànica des del Tractat d'Utrecht (1713). Aquesta situació estratègica fa que Espanya n'hagi reclamat la sobirania en diverses ocasions, afer que ha complicat les relacions entre tots dos estats. La ciutat és un centre bancari, turístic i base de l'Armada Britànica (Royal Navy).

## Història

Mapa de Gibraltar

Gibraltar i Abila (antiga ciutat i promontori en l'actual Ceuta) formaven les anomenades Columnes d'Hèrcules, que els mariners fenicis van marcar amb unes columnes de plata per a assenyalar als pobles mediterranis els límits segurs de navegació.
El nom de Gibraltar (Kalpe, per als grecs) prové de l'àrab Jàbal Tàriq (‘muntanya de Tàriq’) en honor del general musulmà Tàriq ibn Ziyad. Vers el 1159 el califa almohade Abu-Yaqub Yússuf ibn Abd-al-Mumin va ordenar la construcció d'una ciutat en aquest lloc al seu fill Yússuf, governador de Sevilla. La construcció la van fer Yússuf i el seu germà Uthman, governador de Granada, i l'arquitecte fou al-Hadidí. El califa la va visitar el novembre del 1160 i hi va romandre fins al gener del 1161.
El 1309, Alonso Pérez de Guzmán, conegut com Guzmán el Bueno, la va conquerir, després d'assetjar-la, per a la Corona de Castella, però el 1333 els marínides del Marroc la van reconquerir, i la van perdre definitivament davant el nàsrida de Granada Yússuf III el 1410. El duc de Guzmán de Medina Sidonia la va conquerir definitivament pels castellans el 20 d'agost de 1462, i la va rebre en feu, i els ducs de Medina Sidonia la van posseir fins al 1502, en què el feu va tornar a la Corona. El 1540 fou saquejada pel pirata turc Khair ed-Din Barba-rossa i per aquesta causa fou fortificada en els següents anys. El 1610 fou un dels ports de sortida dels moriscs expulsats d'Espanya.
Anglaterra i Holanda, dues grans potències marítimes, eren enemigues de l'aspiració de Felip d'Anjou (Felip V) al tron d'Espanya. El juliol de 1702, durant la Guerra de Successió Espanyola, van arribar a Cadis i van desembarcar a Rota i a El Puerto de Santa María. El 4 d'agost de 1704, una altra esquadra anglesa va prendre Gibraltar. Els seus comandants, George Rooke i Jordi de Hessen-Darmstadt, van prendre possessió del Penyal en nom de l'arxiduc Carles d'Àustria, pretendent al tron d'Espanya. Entre els expedicionaris s'hi trobava un batalló de catalans que va desembarcar a Catalan Bay. Un dels protagonistes d'aquests esdeveniments és el cèlebre Marlborough (anomenat Mambrú pels espanyols). Nou anys més tard, la conquesta es va formalitzar mitjançant el Tractat d'Utrecht (1713), en el qual Espanya cedia al Regne Unit el Penyal amb la condició d'evitar, o en defecte d'això controlar, el contraban cap a Espanya.
Espanya va fer diversos intents de reconquerir aquesta ciutat el 1727 i del 1779 fins al 1782, i no va reconèixer l'ocupació d'aquesta zona del seu territori i ho va posar en restitució, establint un límit fronterer entre el Regne Unit i Espanya. El 1783, pel tractat de Versalles, Espanya va acceptar la cessió de la sobirania de Gibraltar al Regne Unit a canvi de la recuperació de Menorca i de part de Florida. Tots els intents per recuperar Gibraltar van fracassar a causa de la superioritat anglesa en el mar. L'escriptor espanyol, nascut a Cadis, José Cadalso va morir en un d'aquests intents.
Es va establir una frontera i camp militar a Gibraltar. Els gibraltarenys de 1704 s'havien refugiat amb la insígnia del seu municipi a San Roque i al costat d'aquest poble va créixer el nucli anomenat Los Barrios. Més tard va ser repoblada Algesires, que havia quedat abandonada des de 1369.

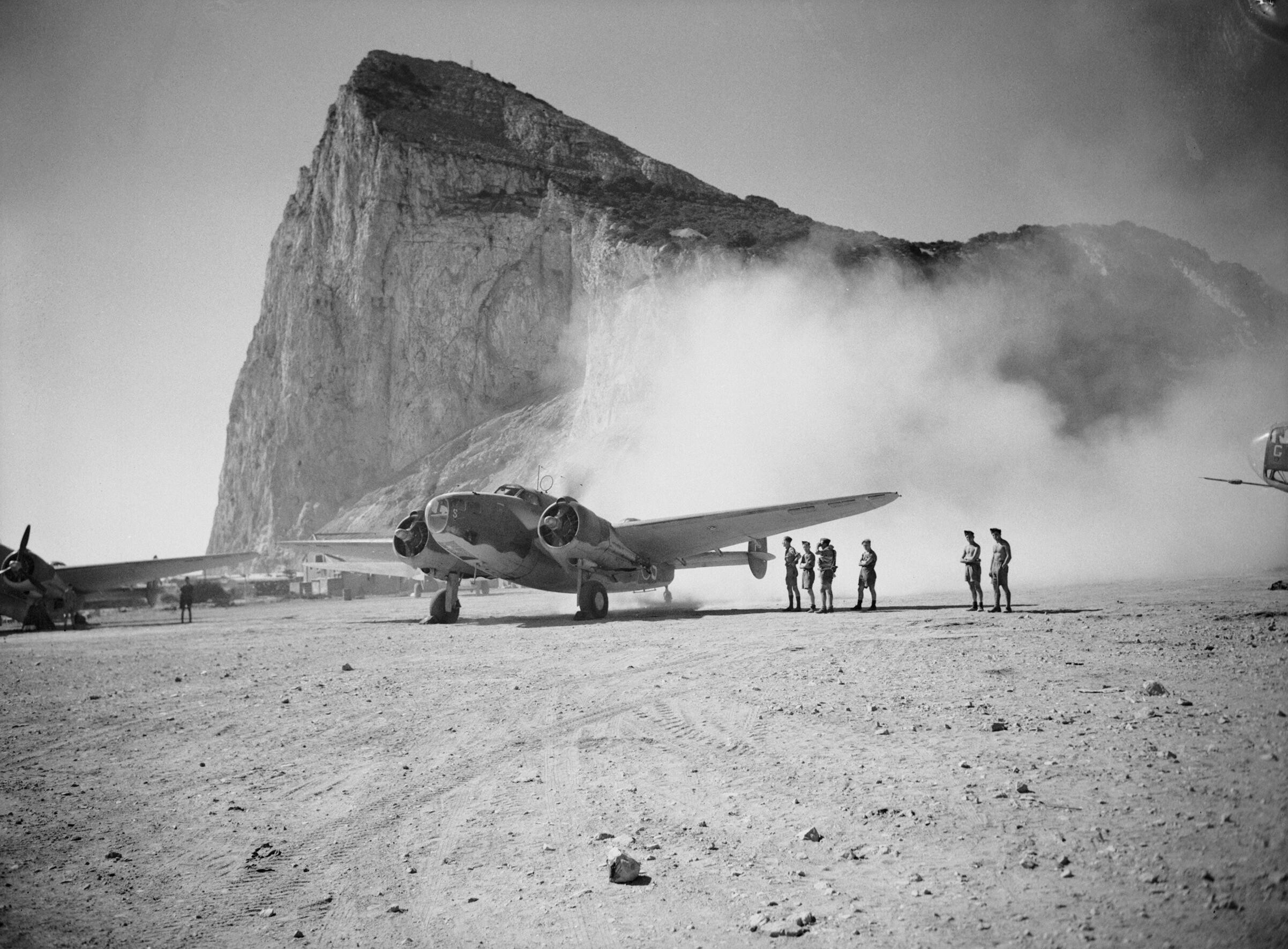
Un avió de la RAF sortint de Gibraltar el 1942

 El 1938, el Regne Unit va acordar la construcció d'un aeròdrom a l'istme de Gibraltar, que va ser enllestit el 1939. Durant la Segona Guerra Mundial, Gibraltar va ser la base d'operacions militars britàniques entre l'Atlàntic i el Mediterrani, a més de ser l'únic territori de l'Europa continental que es va mantenir lliure d'ocupació per les forces de l'Eix.
Francisco Franco la considerava un afront a la dignitat espanyola. Per forçar una devolució va mantenir tancada la verja durant gairebé tretze anys, la qual cosa va impedir la comunicació directa entre les poblacions a un costat i a l'altre de la frontera. Després de finalitzar la dictadura, de nou es va permetre el pas de viatgers i mercaderies.
En l'actualitat els governs espanyols segueixen reclamant la sobirania o cosobirania del Penyal, que figura a la llista de les Nacions Unides de territoris no autònoms; no obstant això, aquesta reclamació sempre ha estat rebutjada pel govern britànic. Així mateix, els habitants de Gibraltar han defensat el seu dret d'autodeterminació i, en diversos referèndums convocats per les autoritats locals, han rebutjat de manera àmpliament majoritària desvincular-se de la sobirania britànica.

## Demografia

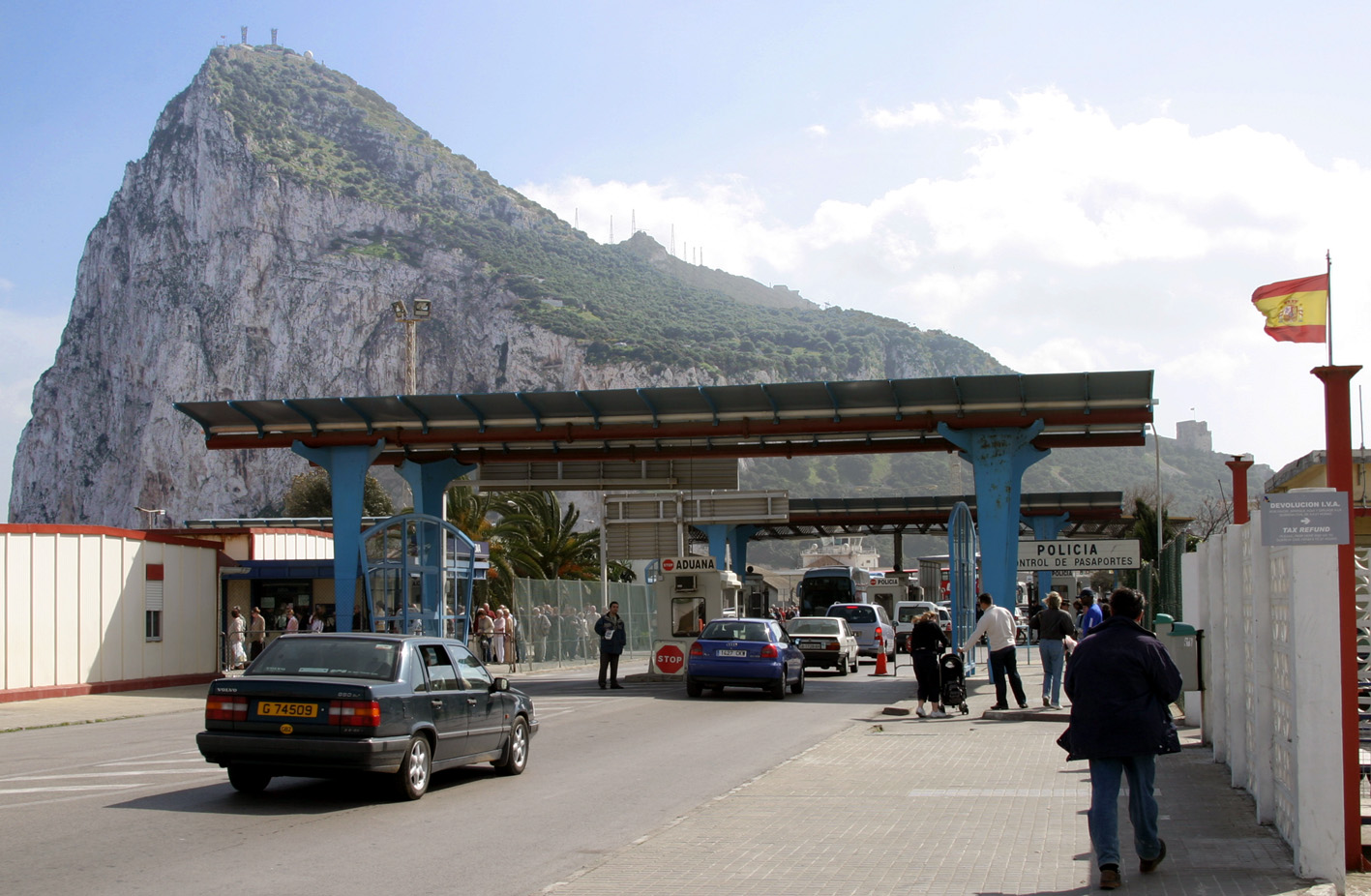
Frontera d'Espanya i Gibraltar, fotografiada des de territori espanyol

Com és propi en un port mediterrani de màxima importància, la població actual de Gibraltar té un origen divers: principalment britànic i espanyol, amb minories d'origen italià, portuguès, català, menorquí i maltès; i àrabs i jueus sefardites retornats a la península des del Marroc i altres països del sud del Mediterrani.
Els ciutadans de Gibraltar reben el nom de llanitos, possiblement del nom italià Gianni (‘Joan’). La variant del dialecte andalús que es parla en la colònia és conegut com a llanito. La llengua oficial és l'anglès, encara que molts parlen també l'espanyol i un dialecte castellà propi (llanito) amb influència genovesa (ligur), napolitana i catalana.
Les religions més professades són el catolicisme (76%), el protestantisme (6%), l'anglicanisme, l'islam (6,9%) i el judaisme (2,3%), amb un 7% que professa altres religions o cap (1991).
Gibraltar és un dels territoris més densament poblats del món, amb aproximadament 4.245 persones per km². La demanda d'espai s'ha solucionat amb l'ocupació de terres al mar, que actualment suposa un terç de la superfície total de la ciutat.

## Economia
Més de 5 milions de turistes visiten Gibraltar cada any. A més, Gibraltar és un centre financer. Malgrat ser part de la Unió Europea, Gibraltar té una jurisdicció legal i un sistema tributari separat del Regne Unit. A causa de la manca de terreny obert en la península, Gibraltar no té agricultura. Hi ha una petita quantitat d'indústria lleugera (begudes) però les fonts d'ingressos principals són el transport marítim, el turisme (més de set milions de turistes visiten Gibraltar cada any) i les activitats financeres.
Als últims anys s'ha produït una expansió significativa de les instal·lacions hoteleres i de les facilitats de bany per a estimular el turisme. Les instal·lacions portuàries ocupen la major part de la riba occidental del territori, així com una porció de terra guanyada al mar en la badia d'Algesires.
L'exempció d'impostos amb la qual gaudeix Gibraltar ha provocat que multitud d'empreses del joc virtual estableixin les seves seus fiscals en aquest territori, convertint-lo en un dels llocs amb major nombre d'aquest tipus de companyies del món. Fins a 15 casinos virtuals operaven des de Gibraltar a principis de 2006. Es tracta d'empreses amb ingressos multimilionaris d'èxit mundial, com les filials de Betandwin.com, que també posseeixen la seva seu aquí.

### Centre financer

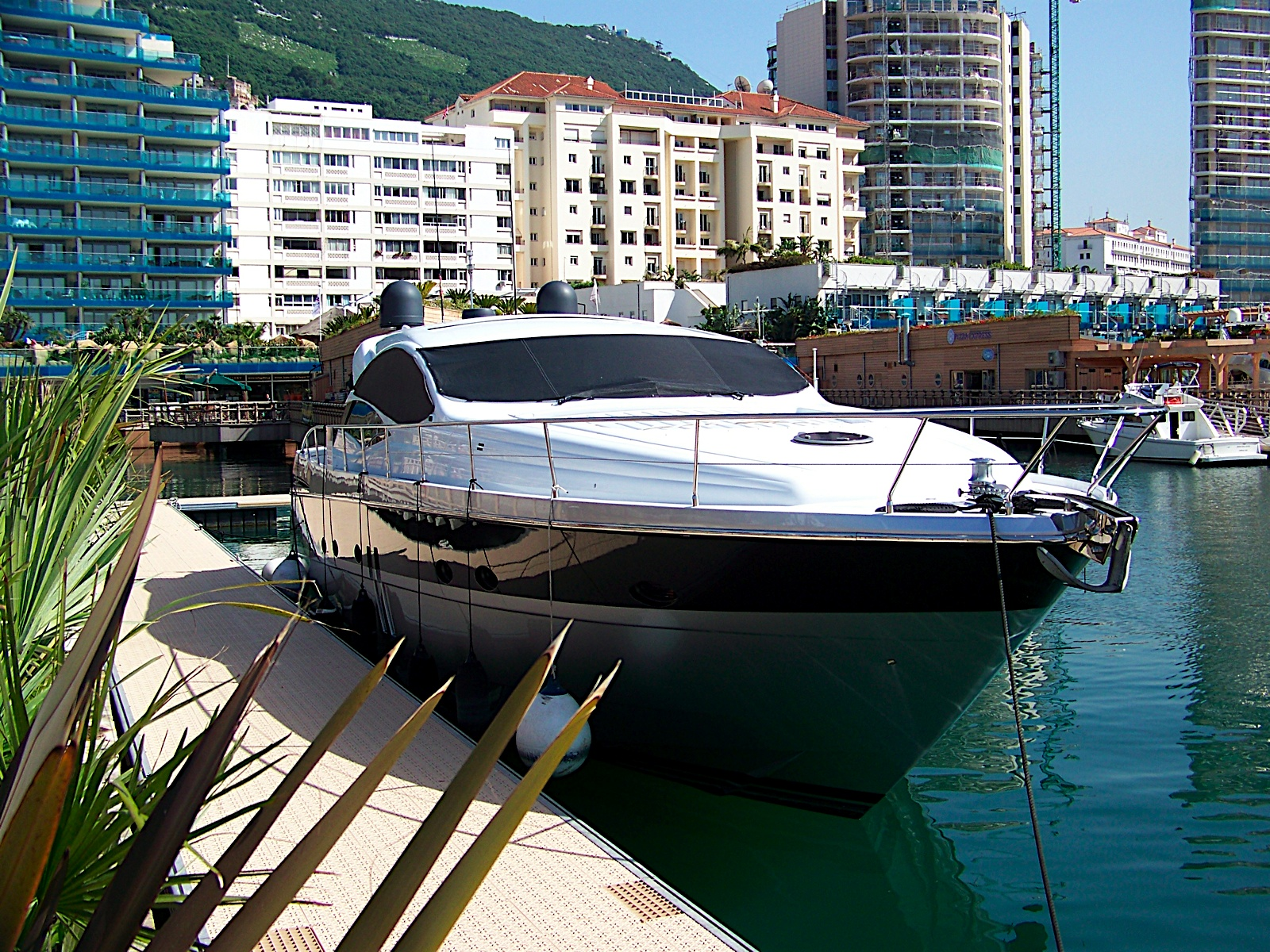
Ocean Village Marina, un exclusiu districte residencial.

Va ser sobretot després de l'elecció de Joe Bossano el 1988, quan Gibraltar, emparada en la seva condició de territori de la Comunitat Europea, al tant que eximeix de l'IVA i al marge de la unió duanera, va desenvolupar una legislació fiscal que la va convertir en un actiu centre financer off-shore, considerat un paradís fiscal a causa de les seves avantatjoses condicions fiscals. Es van definir així dos tipus d'empreses: les exemptes (exempt companies) i les qualificades (qualifying companies), que, residents a Gibraltar, no tenen activitat econòmica ni comercial al territori. Aquestes companyies paguen un impost anual no superior a 300 lliures esterlines i paguen un impost sobre beneficis testimonial (2% en el cas de les companyies qualificades; gens si es tracta d'exemptes). Addicionalment, no existeix cap mena de control de canvis per a les persones físiques o jurídiques residents a Gibraltar. Al setembre de 2004, Gibraltar tenia 28.000 companyies en el seu registre (pràcticament una societat registrada per habitant), de les quals 8.500 eren impositivament lliures. Gibraltar ha desenvolupat uns estrictes codis bancaris i financers.
El règim fiscal gibraltareny va portar al fet que l'OCDE inclogués al territori en la llista de paradisos fiscals el juny de 2000. El govern gibraltareny es va comprometre el 2002 a millorar la transparència dels seus sistemes reguladors i fiscals i establir un intercanvi efectiu d'informació en matèria fiscal amb altres membres de l'OCDE, de manera que no va ser inclosa en la llista de paradisos fiscals no cooperadors. Les autoritats gibraltarenyes sostenen que, malgrat l'avantatjós règim fiscal del que gaudeixen les societats exemptes, el rigor dels controls aplicats impedeix la utilització de la plaça com a centre de blanqueig de diners, la qual cosa ha estat recolzat per informes d'organismes com l'FMI.
El 18 de febrer de 2005, el govern britànic va acceptar la recomanació de la Comissaria de la Competència d'abolir per a la fi de 2010 el règim fiscal exempt gibraltareny. Al desembre de 2008, el Tribunal de Primera Instància de la Unió Europea va anul·lar la decisió de la Comissió Europea de considerar l'impost de societats de Gibraltar, reformat el 2002 i inferior al del Regne Unit, com a ajuda d'Estat o competència deslleial, i va reconèixer el dret de Gibraltar a tenir un règim fiscal propi.

### Principi d'acord sobre el Brexit respecte Gibraltar
El dimecres 14 de novembre, el Regne Unit i la UE van arribar a un principi d'acord sobre el Brexit, romanent la totalitat del Regne Unit dins de la Unió Duanera de la Unió Europea durant els dos anys de transició posteriors a la data del Brexit, previst per al 29 de març amb disposicions reguladores específiques per a Irlanda del Irlanda del Nord i Gibraltar que tindrien dos anys per pactar acords duaners i fiscals amb la UE. Theresa May va quedar a expenses de que el Parlament de Westminster aprovés el preacord.

## Esport
De la mateixa manera que succeeix amb la resta de territoris que conformen el Regne Unit, Gibraltar disposa de les seves pròpies competicions esportives i de les seves pròpies seleccions nacionals, alguna de les quals competeix oficialment a nivell internacional.
En tractar-se d'un territori britànic, l'esport més destacat és el futbol, que ja es començà a practicar a l'enclavament a final del segle xix. Disposa de la seva pròpia competició amb tres divisions, així com la seva selecció de futbol. L'1 d'octubre del 2012, el comitè executiu de la UEFA, reunit a Sant Petersburg, va acceptar Gibraltar com a membre provisional, i el 24 de maig del 2013 com a membre de ple dret.

## Comunicacions

### Transport

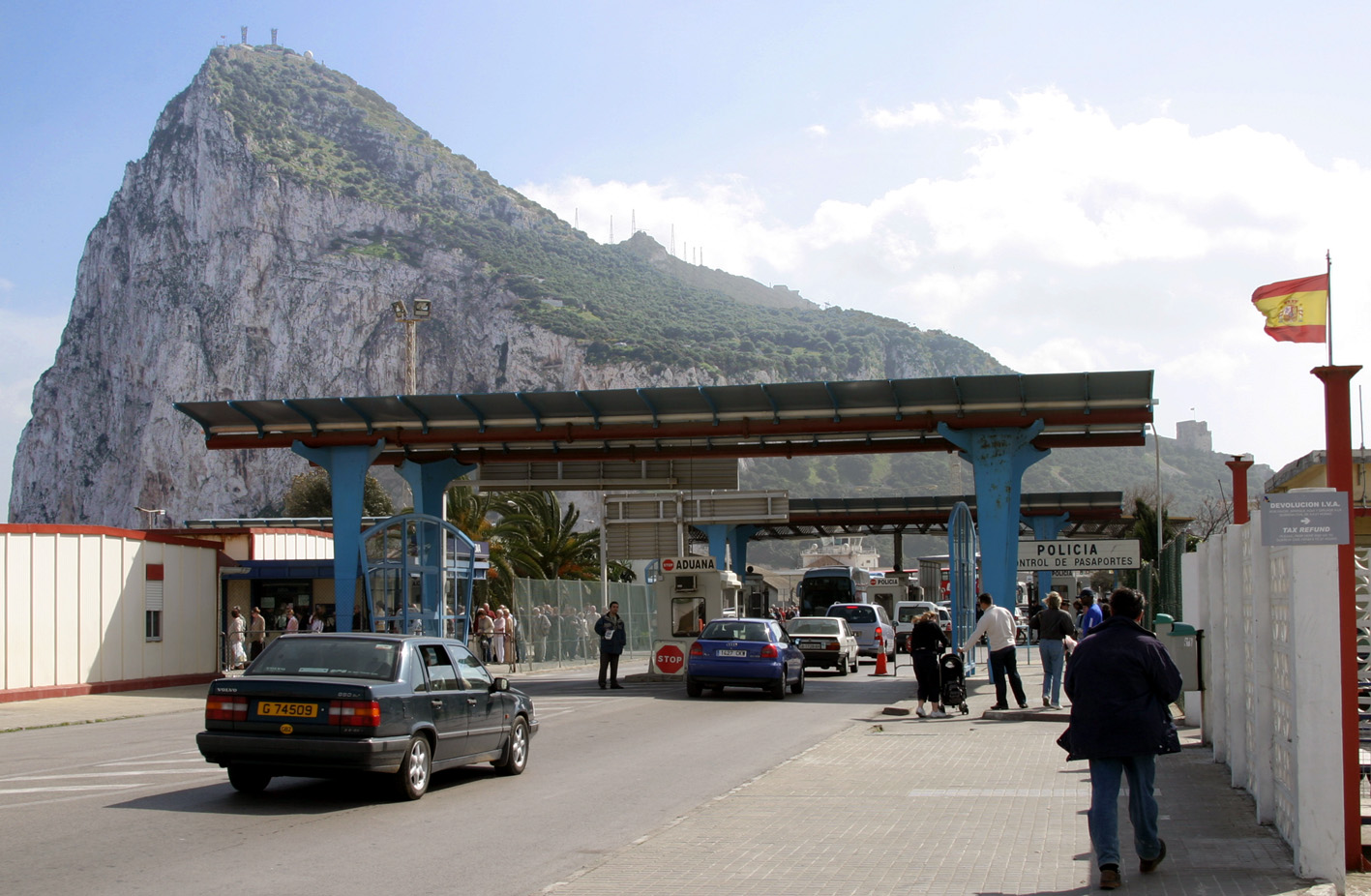
Instal·lacions frontereres amb Espanya

La carretera principal travessa l'aeroport de Gibraltar

Vaixells de passatgers i càrrega fondegen en el port de Gibraltar. Així mateix, un ferri uneix diàriament Gibraltar amb Tànger, al Marroc. Gibraltar disposa també d'un aeroport internacional construït al territori disputat de l'istme, que uneix Gibraltar amb Londres, Manchester, Madrid i Barcelona.

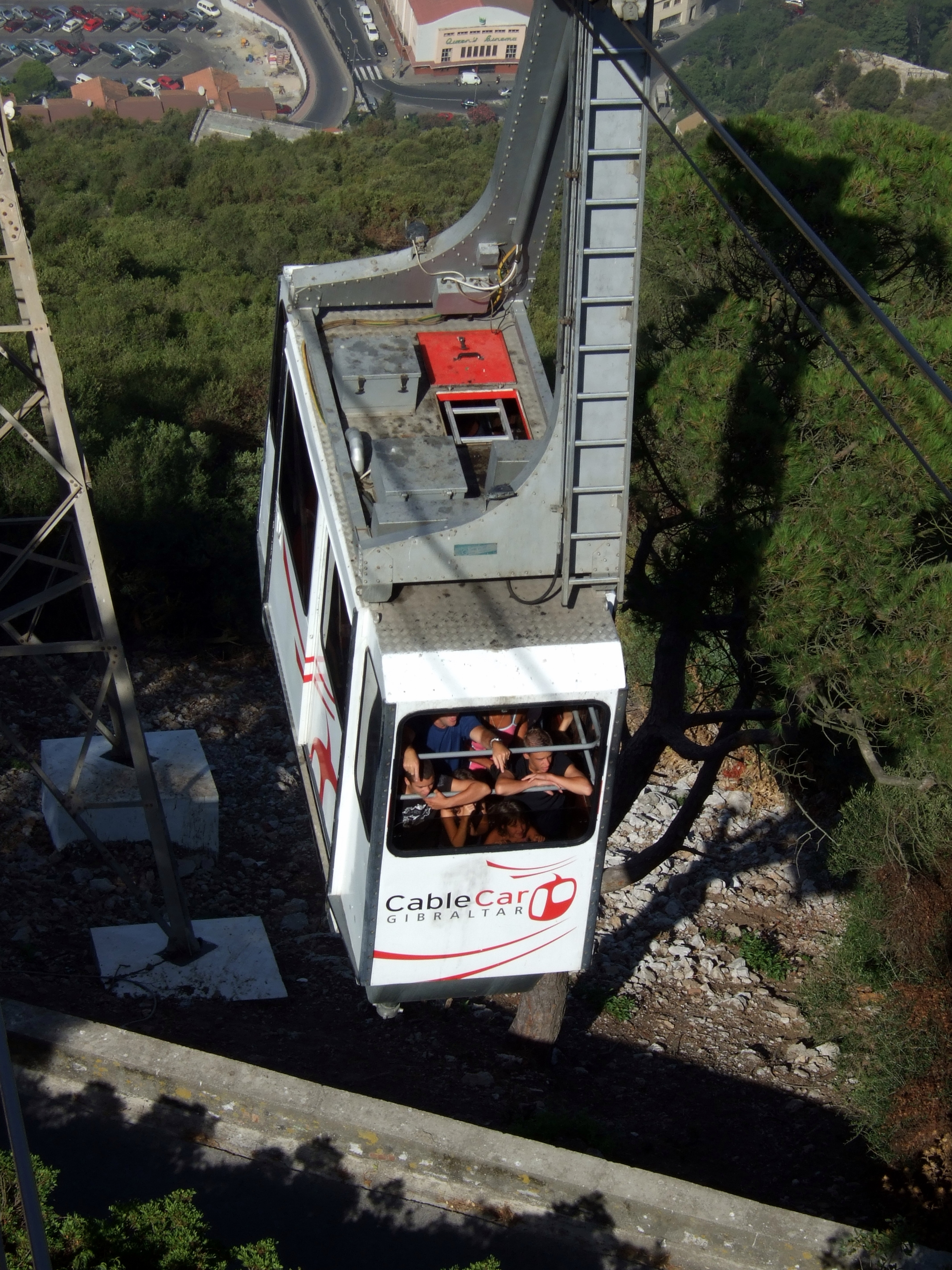
El telefèric de Gibraltar

Un telefèric ascendeix al cingle central del cim del Penyal. El viatge silenciós al cim d'aquest (a una altura de 426 m) ofereix una vista de la costa africana, on les aigües de l'Atlàntic entren en el Mediterrani, i la costa d'Espanya.
Posseeix una xarxa de carreteres de molts quilòmetres excavades en la roca del penyal, així com diversos túnels, la majoria dels quals estan tancats al públic. A Gibraltar, al contrari que en la majoria dels territoris britànics, és obligatori circular per la dreta, ja que comparteix frontera amb Espanya.

### Telecomunicacions

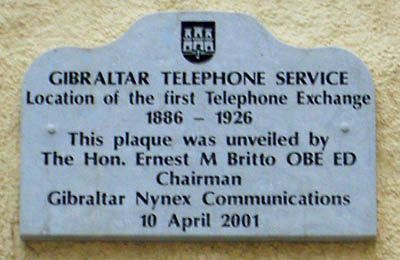
Una placa a Mill Lane ciutat que marca el lloc de la primera central telefònica de Gibraltar.

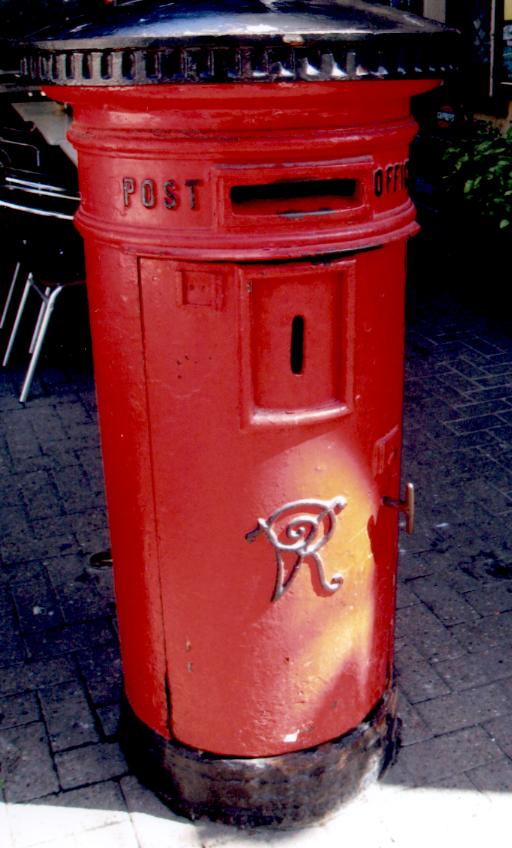
Un apartat postal victorià de l'estàndard de disseny de 1887 del Regne Unit en l'ús de Gibraltar Main Street el 2008

Gibraltar té una transferència telefònica digital amb el suport d'una fibra òptica i una infraestructura de coure, l'operador de telefonia Gibtelecom també opera una xarxa GSM. La connectivitat a Internet està disponible a través de la xarxa fixa. L'operador local de CTS és el desplegament de WiMAX.
La línia directa internacional (IDD) és proveïda, i a Gibraltar la Unió Internacional de Telecomunicacions li va assignar el codi d'accés +350. Açò ha estat universalment vàlid des del 10 de febrer de 2007, quan la disputa de telecomunicacions amb l'estat espanyol es va resoldre.

## Geografia
Gibraltar és una estreta península situada en la costa mediterrània meridional de la península Ibèrica, entre la badia d'Algesires i el mar d'Alboran, al nord-oest de l'estret de Gibraltar. Té uns 6 km de llarg i 1,2 km d'ample i està connectat a Espanya mitjançant un istme baix i sorrenc, d'uns 2 km de longitud.

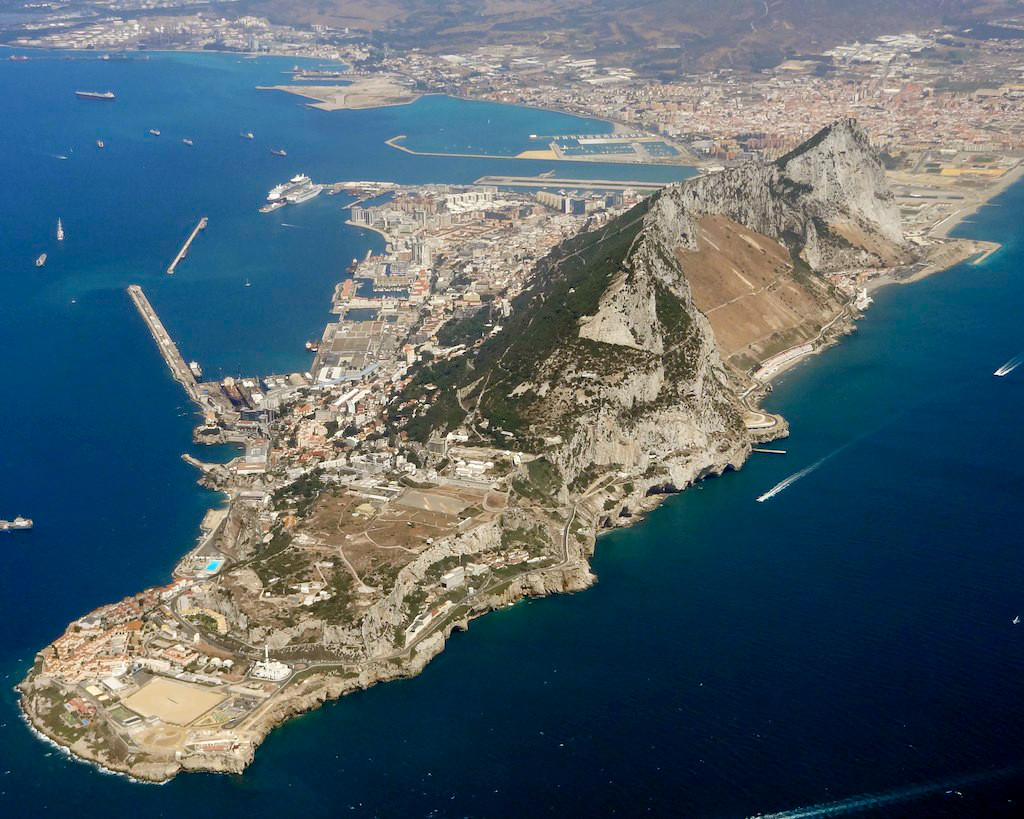
Vista aèria del penyal de Gibraltar

La península consisteix en un penyal de pedra calcària i pissarra conegut com «el Penyal». S'aixeca abruptament des de l'istme fins a 411,5 m d'altura a Rock Gun Battery, el cim més septentrional. La seva major altura (426 m) se situa a prop del seu extrem meridional. El pendent del penyal descendeix escalonadament fins al mar a Punta d'Europa, el punt més meridional del territori, situat enfront de Ceuta, situada a 32 km al sud, a l'altre costat de l'estret. Des del Mediterrani, Gibraltar apareix com una sèrie de penya-segats escarpats i inaccessibles. En el costat occidental, el pendent és més gradual i es troba ocupat per habitatges situats en diferents altures que s'estrenyen fins a 90 m per sobre dels vells murs de la fortalesa. Més amunt, els penya-segats de pedra calcària gairebé aïllen la part superior del penyal, cobert per un embull d'arbres silvestres.
Gibraltar manca de deus o rius, per la qual cosa una zona de 14 ha de pendents sorrenques situada sobre Catalan Bay o La Caleta i Sandy Bay va ser coberta per captar aigua de pluja. Actualment està en desús i la zona ha estat restaurada al seu estat natural. L'aigua s'emmagatzema en diversos aljubs excavats en la roca del penyal. Aquesta aigua es barreja posteriorment amb aigua extreta de pous situats a l'istme o dessalinitzada a partir d'aigua marina.

### Clima
El clima a Gibraltar és subtropical-mediterrani; la Classificació climàtica de Köppen el classifica com Csa. Els estius a Gibraltar són calents, humits i gairebé sense pluges. Els hiverns són suaus i habitualment amb pluges. Les estacions de primavera i tardor solen ser moderadament plujoses. La seva temperatura mitjana anual és de 21 °C durant el dia i 15 °C durant la nit. El mes més fred és gener i el més calorós és agost. Hi ha dos vents predominants, el llevant de l'est, procedent del desert del Sàhara d'Àfrica, que porta aires més humits i aigües més càlides; i el ponent de l'oest, que porta aires frescos i aigües fredes.

### Flora i fauna

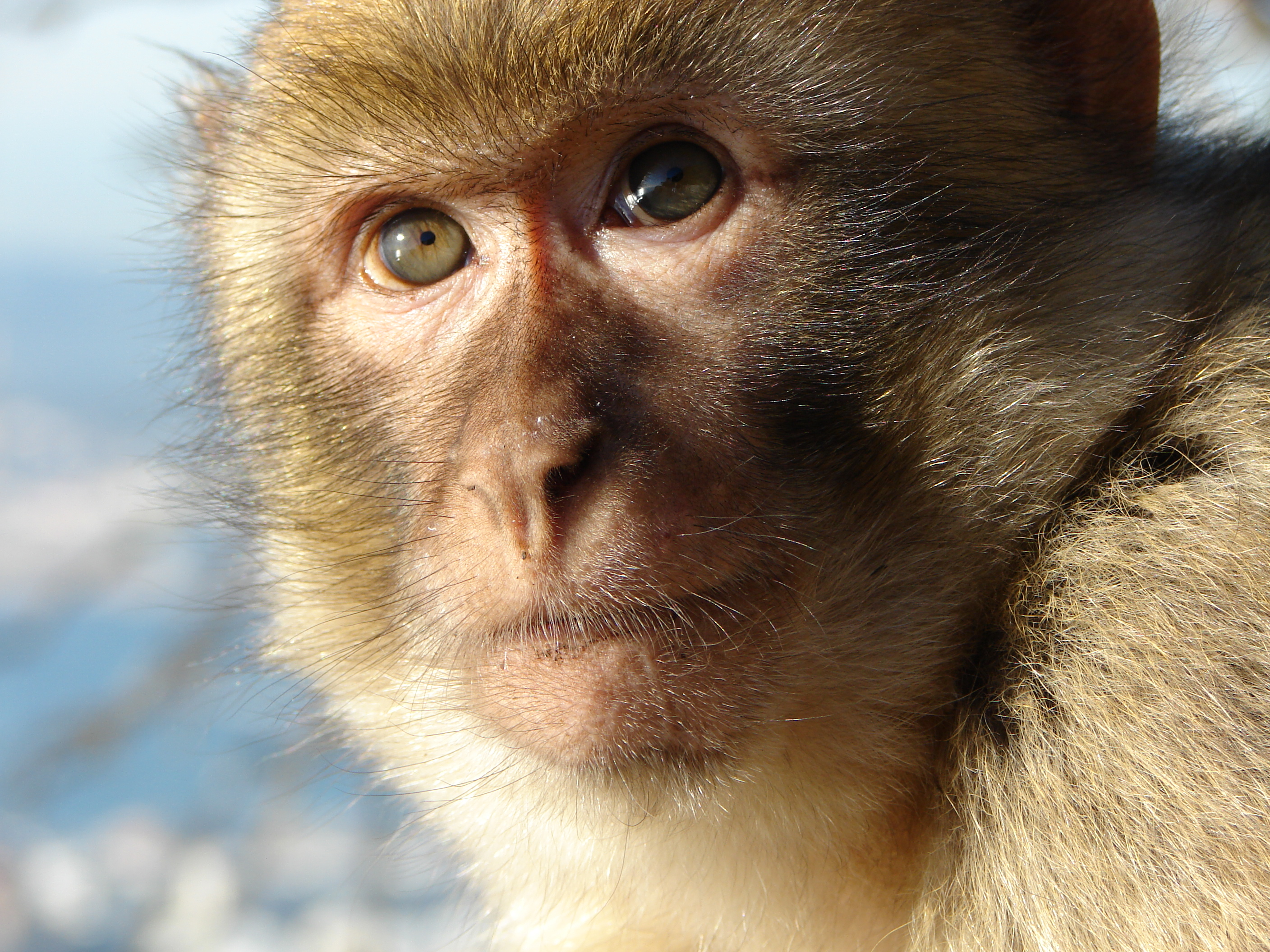
Una mona de Gibraltar (Macaca sylvanus). És l'únic primat (a més de l'ésser humà) que es pot trobar actualment en llibertat a Europa. També és l'únic membre del gènere Macaca que viu fora d'Àsia.

Existeixen més de 500 espècies de plantes amb flor a Gibraltar. Una d'elles, coneguda com a Gibraltar candytuft (Iberis gibraltarica) és endèmica del Penyal. Entre els arbres silvestres que creixen en tota la zona de l'àrea natural protegida del penyal es troben l'olivera i el pi.
Pel que fa a la fauna, els mamífers inclouen el conill, la guineu, el dofí i la mona de Gibraltar, possiblement introduït pels àrabs des del nord d'Àfrica. Es tracta de l'únic primat salvatge que existeix a Europa. Encara que són lliures per desplaçar-se per tot el territori, se solen aglomerar a la zona de l'àrea natural protegida del Penyal. Una superstició sosté que si les mones abandonen el Penyal, el mateix faran els britànics, així que són cuidats pel govern local (una situació una mica anàloga a la dels corbs de la Torre de Londres). També són comunes les aus migratòries, i Gibraltar és llar dels únics exemplars de perdius de Barbaria (Alectoris barbara) d'Europa.

## Festes
Se celebra anualment, cada 10 de setembre, la diada nacional de Gibraltar. El dia commemora el primer referèndum sobre la sobirania de Gibraltar del 1967. Els actes de commemoració inclouen: una Block party, revetlla, menjar al carrer, paellers, competicions, reunions familiars, una Foam party, concerts i focs artificials.